# فهرست شکل‌های حکومت
فهرست شکل‌های حکومت (به انگلیسی: List of forms of government) اشکال دولت و نظام سیاسی را با توجه به یک سری روش‌های مختلف دسته‌بندی فهرست می‌کند. نظام‌های ذکر شده متقابلاً منحصر به فرد نیستند و اغلب دارای تعریف‌های متداخل هستند.
به گفته خوان خوزه لینز، استاد دانشگاه ییل امروزه سه نوع اصلی نظام‌های سیاسی وجود دارد: دموکراسی، رژیم‌های توتالیتر و شکل بین این دو، رژیم‌های اقتدارگرا با رژیم‌های ترکیبی. یکی دیگر از نظام‌های طبقه‌بندی مدرن شامل مونارشی به‌عنوان یک موجودیت مستقل یا به‌عنوان یک نظام ترکیبی از سه اصلی است. پژوهشگران عموماً از دیکتاتوری به عنوان نوعی اقتدارگرایی یا توتالیتاریسم یاد می‌کنند.
فیلسوف یونان باستان، افلاطون در «جمهور پنج نوع رژیم را مورد بحث قرار می‌دهد: آریستوکراسی، تیموکراسی، الیگارشی، دموکراسی، و استبدادی.

## شکل اساسی حکومت‌ها
| دموکراتیک    | دموکراسی مستقیم، دموکراسی نمایندگی (حکومت جمهوری، دولت پارلمانی)      |
| غیردموکراتیک | استبدادی، توتالیتر، مونارشی، الیگارشی، تکنوکراسی، تئوکراسی، دیکتاتوری |
| انواع دیگر   | کمونیست، استعمار، آریستوکراس                                          |

شاخص اشکال حکومت:
- آنارشی / بی‌دولتی
- آریستوکراسی
- اقتدارگرایی
- بوروکراسی / دیوان سالاری
- نظام سرمایه‌داری / سرمایه‌داری
- کنفدراسیون
- استعمارگرایی
- کمونیسم
- شرکت سالاری
- دموکراسی
- الکتوکراسی
- ارگاتوکراسی
- فاشیسم
- فدرالیسم
- فئودالیسم
- هوشمندسالاری
- امپریالیسم
- کاکیستوکراسی
- کلپتوکراسی / ناشایسته‌سالاری
- شایسته‌سالاری
- دیکتاتوری نظامی
- مونارشی
- الیگارشی
- پلوتوکراسی / توانگرسالاری
- جمهوری‌خواهی
- سوسیالیسم
- دولت گرایی
- تکنوکراسی / فن سالاری
- تئوکراسی / دین سالاری
- توتالیتاریسم
- قبیله‌گرایی

## شکل‌های حکومت با کنترل منطقه‌ای
| اصطلاح        | تعریف | نمونه‌ها |
| ------------- | --- | --- |
| کنفدراسیون    | کنفدراسیون (همچنین به عنوان کنفدراسیون یا اتحادیه شناخته می‌شود) اتحادیه‌ای از دولت‌های مستقل است که برای اهداف اقدام مشترک اغلب در رابطه با سایر ایالت‌ها متحد می‌شوند. معمولاً توسط یک پیمان ایجاد می‌شود، کنفدراسیون‌های ایالت‌ها معمولاً برای رسیدگی به مسائل مهم مانند دفاع، روابط خارجی، تجارت داخلی یا ارز ایجاد می‌شوند و جکومت عمومی ملزم به حمایت از همه اعضای خود است. کنفدراسیون نمایانگر شکل اصلی گرایی بین دولتی است که به عنوان "هر شکلی از تعامل بین دولت‌ها که بر اساس استقلال یا حکومت مستقل صورت می‌گیرد" تعریف می‌شود. کنفدراسیون تقریباً مانند یک فدراسیون است که دولت فدرال به عنوان ترکیب یا اتحاد همه ایالت‌ها است. | - ایروکوا - اتحادیه اروپا - اصول کنفدراسیون - کنفدراسیون کهن سوئیس (c. 1300–1798) - صربستان و مونته‌نگرو (۲۰۰۳–۲۰۰۶) - سنگامبیا (۱۹۸۲–۱۹۸۹) |
| حکومت یکپارچه | حکومت یکپارچه یک دولت است که به عنوان یک قدرت واحد اداره می‌شود که در آن حکومت مرکزی در نهایت عالی است و هر تقسیم اداری (واحدهای فرعی) فقط از اختیاراتی استفاده می‌کنند که حکومت مرکزی تفویض اختیار کرده‌است. اکثریت کشورهای جهان دارای سیستم حکومت یکپارچه هستند. از ۱۹۳ کشورهای عضو سازمان ملل، ۱۶۵ کشور به عنوان حکومت یکپارچه اداره می‌شوند. | - چین - اندونزی - فیلیپین - فرانسه - مصر - بریتانیا - پرو                                                                                  |
| فدراسیون      | فدراسیون (به عنوان ایالت فدرال نیز شناخته می‌شود) یک واحد سیاسی است که توسط یک اتحادیه جزئی از ایالت‌های خودگردان یا مناطق تحت یک دولت مرکزی (فدرال) مشخص می‌شود. در یک فدراسیون، وضعیت خودگردانی دولت‌های جزء، و همچنین تقسیم قدرت بین آنها و دولت مرکزی، نوعاً بر اساس قانون اساسی استوار است و ممکن است با تصمیم یکجانبه هیچ‌یک از طرفین، ایالت‌ها یا نهاد سیاسی فدرال تغییر نکند. متناوباً، از سوی دیگر، فدراسیون شکلی از حکومت است که در آن قدرت حاکمیت به‌طور رسمی بین یک مقام مرکزی و تعدادی از مناطق تشکیل دهنده تقسیم می‌شود تا هر منطقه تا حدی کنترل امور داخلی خود را حفظ کند.                                             | - استرالیا - کانادا - آلمان - هند - مکزیک - روسیه - ایالات متحده                                                                           |

## شکل‌های حکومت بر اساس منبع قدرت
| اصطلاح    | توصیف | نمونه‌ها |
| --------- | --- | --- |
| استبدادی  | استبداد یک نظام حکومتی است که در آن قدرت (اجتماعی و سیاسی) در دست یک شخص یا سیاسی متمرکز است که تصمیمات آن نه تابع محدودیت‌های قانونی خارجی است و نه در مکانیسم‌های منظم کنترل مردمی (به جز تهدید ضمنی یک کودتا یا قیام توده‌ای). پادشاهی مطلقه (مانند عربستان سعودی، امارات متحده عربی، عمان، برونئی و اسواتینی) و دیکتاتوری اشکال اصلی امروزی خودکامگی هستند. دیکتاتوری خانوادگی مفهوم متفاوتی است که در آن قدرت سیاسی به دلیل اقتدار غالب رهبر از درون خانواده منتقل می‌شود. دیکتاتوری خانوادگی در هائیتی نوعی دیکتاتوری ارثی است که توسط دیکتاتور هائیتی و نویریسته فرانسوا دووالیه (پاپا داک) از ناسیونالیسم سیاه که بسیار شبیه یک سلطنت مطلقه عمل می‌کند ولی در یک حکومت اسماً جمهوری‌خواه رخ می‌دهد. در سال ۱۹۷۱، ژان-کلود دووالیه (بیبی داک) بعد از مرگ پدرش بر اثر بیماری قلبی، دیکتاتور مادام‌العمر بعدی هائیتی شد، او از میشل بنت در ۲۷ می ۱۹۸۰ با طلاق گرفت. در کشور آفریقای مرکزی زئیر که توسط دیکتاتور موبوتو سسه سکو یا به سادگی موبوتو. هم دیکتاتوری توتالیتر و هم دیکتاتوری نظامی اغلب با یک استبداد شناخته می‌شوند، اما لزومی ندارد. توتالیتاریسم نظامی است که در آن دولت تلاش می‌کند تا تمام جنبه‌های زندگی و جامعه مدنی همه زایری‌ها را کنترل کند، یک حزب سیاسی واحد مانند یک نظام تک حزبی.                                                      | - Aztec Empire - امپراتوری روسیه - عربستان سعودی - هائیتی - برونئی - زئیر                                            |
| اولیگارشی | الیگارشی به معنای «حکومت عده معدود»، شکلی از ساختار قدرت است که در آن قدرت (اجتماعی و سیاسی) در اختیار تعداد کمی از مردم است. این افراد ممکن است با نجیب‌زادگی، ثروت، پیوندهای خانوادگی، تحصیلات یا کنترل شرکتی، مذهبی یا نظامی متمایز شوند. چنین حالت‌هایی اغلب توسط خانواده‌هایی کنترل می‌شوند که معمولاً نفوذ خود را از یک نسل به نسل دیگر منتقل می‌کنند ولی ارث شرط لازم برای اعمال این اصطلاح نیست. | - روسیه - آفریقای جنوبی (۱۹۴۸–۱۹۹۴) آفریقای جنوبی تحت به اصطلاح آپارتاید. - تاریخ آرژانتین (۱۸۸۰–۱۹۱۶) - اوکراین     |
| دموکراسی  | دموکراسی به معنای «حکومت مردم»، نظام حکومتی است که در آن شهروندان به‌طور مستقیم اعمال قدرت می‌کنند یا نمایندگانی را از میان خود برای تشکیل یک هیئت حاکمه مانند مجلس انتخاب می‌کنند. گاهی از دموکراسی به عنوان حکومت اکثریت یاد می‌شود. دموکراسی یک نظام پردازش تضادها است که در آن نتایج به آنچه شرکت کنندگان انجام می‌دهند بستگی دارد ولی هیچ نیروی واحدی آنچه رخ می‌دهد و نتایج آن را کنترل نمی‌کند. این شامل آن می‌شود که شهروندان بتوانند به قوانین و رهبران مختلف رأی دهند. | - بنگلادش - فرانسه - آلمان - هند - اندونزی - فیلیپین - کانادا                                                        |
| آنارشی    | جایی که هیچ قانونی وجود ندارد. گاهی گفته می‌شود غیرحکومتی است. این ساختاری است که برای انجمن‌های غیر سلسله مراتبی و داوطلبانه در میان عوامل تلاش می‌کند. این می‌تواند یک نتیجه طبیعی و موقت جنگ داخلی در یک کشور باشد، زمانی که یک کشور مستقر نابود شده و منطقه در یک دوره انتقالی بدون رهبری قطعی قرار دارد. از طرف دیگر، این به عنوان یک انتخاب بلندمدت قابل دوام توسط افرادی معروف به آنارشیست ارائه شده‌است که مخالف دولت و سایر اشکال سلسله مراتب اجباری هستند. این افراد معمولاً فکر می‌کنند مردم باید در انجمن داوطلبانه غیر سلسله مراتبی که در آن مردم سازماندهی می‌شوند، داوطلبانه به یکدیگر کمک کنند. انواع مختلفی از هرج و مرج وجود دارد که تلاش می‌کند از استفاده از اجبار، خشونت، زور و اقتدار جلوگیری کند و در عین حال جامعه ای مولد و مطلوب را ایجاد کند. (از سال ۲۰۲۳) هائیتی یکی از فقیرترین کشورهای آمریکا بود که هیچ مقام دولتی، رئیس‌جمهور، نخست‌وزیر، پلیس و ارتش نداشت چون بحران خشونت باندها به ویژه نبردهای باند پورتو پرنس ۲۰۲۲، کشور کارائیب را به مهاجرت دسته جمعی کشاند. هائیتی به دلیل یک دولت شکست خورده نیز به سمت هرج و مرج پیش می‌رود از آنجایی که خشونت گروهی در سرتاسر پایتخت پورتوپرنس و سایر شهرهای بزرگ در سراسر کشور همه بخش‌های هائیتی را فراگرفته است که منجر به فروپاشی اجتماعی شد که باعث فروپاشی گسترده جامعه هائیتی شد. | - ماخنووشچینا (۱۹۱۸–۱۹۲۱) - Regional Defence Council of Aragon (1936–1937) - کاتالونیای انقلابی (۱۹۳۶–۱۹۳۹) - هائیتی |